# Agalmopolynema nantuense
Agalmopolynema nantuense är en stekelart som beskrevs av Fidalgo 1988. Agalmopolynema nantuense ingår i släktet Agalmopolynema och familjen dvärgsteklar. Inga underarter finns listade i Catalogue of Life.